# Биштынек (гмина)
Биштынек (пол. Bisztynek) — городско-сельская гмина (волость) в Польше, входит как административная единица в Бартошицкий повят, Варминьско-Мазурское воеводство. Население — 6441 человек (на 2018 год).

## Демография
Данные по переписи 2018 года:
| Перепись  | Всего   | Всего | Женщины | Женщины | Мужчины | Мужчины | Плотность населения |
| --------- | ------- | ----- | ------- | ------- | ------- | ------- | ------------------- |
| Единицы   | человек | %     | человек | %       | человек | %       | чел./км²            |
| Население | 6441    | 100   | 3286    | 51      | 3155    | 49      | 32                  |
| Городское | 2417    | 37,5  | 1295    | 53,6    | 1122    | 46,4    | 1119                |
| Сельское  | 4024    | 62,5  | 1991    | 49,5    | 2033    | 50,5    | 20                  |

## Сельские округа
1. Биштынек-Колёня
2. Домброва
3. Гженда
4. Ксенжно
5. Лёндек
6. Лендлавки
7. Нова-Весь-Решельска
8. Палюзы
9. Плесьно
10. Проситы
11. Сонтопы
12. Сулово
13. Троксы
14. Трошково
15. Униково
16. Вармяны
17. Войково
18. Возлавки

## Поселения
1. Бегониты
2. Яновец
3. Кокошево
4. Кшевина
5. Лаблавки
6. Молдыты
7. Ниски-Млын
8. Ниско
9. Плесник
10. Свендрувка
11. Винец

## Соседние гмины
1. Гмина Бартошице
2. Гмина Езёраны
3. Гмина Кивиты
4. Гмина Кольно
5. Гмина Корше
6. Гмина Решель